# Находка (сеть магазинов)
Находка — сеть магазинов в России.

## «Находка» (Санкт-Петербург)
Нахо́дка — сеть продуктовых магазинов. Основана в 1996 году.
На 2007 год, по данным газеты «КоммерсантЪ», под управлением компании находилось более 40 магазинов, а выручка составила 5,5 миллиардов рублей. Площадь торговых точек: 200—500 м².
Акционер — дистрибутор ОАО «Темп первый»; его конечными владельцами, по данным ЕГРЮЛ, на 30 сентября 2007 года были Валерий Кононенко (66 %) и Юрий Мезенцев (34 %).
В 2011 году, вслед за сменой собственника, сеть магазинов «Находка» изменила фирменный стиль, сменив название на «Фреш».

## «Находка» («Табыш»)
Нахо́дка — федеральная сеть социально-ориентированных магазинов нижнего ценового сегмента (дискаунтеров), продающая продукты питания (в основном), бытовую химию, одежду и игрушки. Принадлежит ООО «Табыш» (по тат. «табы́ш» — «находка» или «прибыль»). Первоначально возникла, предположительно в 2019 году, взамен сети гипермаркетов «Эссен» и магазинов «Табыш» в Татарстане. По состоянию на 1 февраля 2022 года магазины сети есть в республиках Башкортостан, Марий-Эл, Татарстан, Удмуртской, в Пермском крае, в областях Кировской, Оренбургской, Самарской, Ульяновской, Челябинской.